# Hirschfeld (Turíngia)
Hirschfeld é um município da Alemanha localizado no distrito de Greiz, estado da Turíngia.  Pertence a associação municipal de Am Brahmetal.